# Marquinhos
Marcos Aoás Corrêa (sinh ngày 14 tháng 5 năm 1994), thường được biết đến với tên gọi Marquinhos (tiếng Bồ Đào Nha Brasil: [maʁˈkĩj̃us]), là một cầu thủ bóng đá chuyên nghiệp người Brazil hiện đang thi đấu và là đội trưởng của cả câu lạc bộ Ligue 1 Paris Saint-Germain và đội tuyển bóng đá quốc gia Brazil. Vị trí sở trường của anh là trung vệ, song anh cũng có thể thi đấu tốt ở cả vị trí hậu vệ phải lẫn tiền vệ phòng ngự. Được đánh giá là một trong những trung vệ xuất sắc nhất trong thế hệ của mình, anh nổi tiếng nhờ khả năng đọc trận đấu xuất sắc, khả năng phòng ngự hoàn hảo và khả năng lãnh đạo tốt trên sân.
Marquinhos khởi nghiệp tại Corinthians và sau khi giành được Copa Libertadores 2012, anh chuyển sang Roma với mức phí chuyển nhượng 3 triệu euro. Trong mùa giải duy nhất tại nước Ý, Marquinhos được ra sân tương đối thường xuyên và cùng Roma lọt vào chung kết Coppa Italia. Vào tháng 7 năm 2013, anh chuyển đến Paris Saint-Germain với giá 31,4 triệu euro cùng bản hợp đồng 5 năm, một trong những khoản phí cao nhất cho một cầu thủ dưới 20 tuổi. Anh đã giành được 17 chiếc cúp bạc tại câu lạc bộ, bao gồm bốn danh hiệu Ligue 1. Marquinhos chơi ít thường xuyên hơn sau khi PSG mua lại đồng hương David Luiz vào năm 2014, nhưng đã trở lại vai trò không thể thiếu sau khi Luiz được bán sau năm 2016. Anh dần là cầu thủ chủ chốt và trở thành đội trưởng của đội bóng này, dẫn dắt đội giành cú ăn ba châu lục vào năm 2025, trong đó có UEFA Champions League.
Marquinhos đã có trận đấu ra mắt cho Brasil vào năm 2013, và là một phần của đội U21 của họ đã giành chiến thắng tại Giải đấu tranh Hoàng gia 2014. Anh cũng đại diện cho quốc gia tại Copa América 2015 và Copa América Centenario năm sau, và giành huy chương vàng tại Thế vận hội 2016. Anh tiếp tục đại diện cho đất nước tham dự hai kỳ FIFA World Cup (vào các năm 2018 và 2022) và thêm ba kỳ Copa America (vào các năm 2019, 2021 và 2024), giúp đồng đội giành chức vô địch tại giải đấu năm 2019 và giành ngôi á quân tại giải đấu sau đó.

## Sự nghiệp câu lạc bộ

### Corinthians
Marquinhos gia nhập Corinthians khi 8 tuổi vào năm 2002. Sau khi giành cúp vô địch tiểu bang, lần đầu tiên anh được đưa vào đội hình trận đấu cao cấp vào ngày 29 tháng 1 năm 2012, vẫn là người thay thế không được sử dụng trong chiến thắng trên sân nhà 1 trận0 của họ trước Linense ở Campeonato Paulista. Anh đã ra mắt chuyên nghiệp trong cuộc thi vào ngày 18 tháng 2, chơi trọn 90 phút của một chiến thắng với cùng số điểm tại São Caetano. Anh đã có tám lần ra sân trong suốt mùa giải, khi Timão đứng đầu bảng trong mùa giải thông thường nhưng bị Ponte Preta đánh bại trong trận tứ kết play-off.
Sau khi kết thúc giải vô địch quốc gia, Marquinhos đã ra mắt Campeonato Brasileiro Série vào ngày 20 tháng 5 năm 2012, chơi trọn 90 phút trong trận thua 0 trận1 trước Fluminense tại sân vận động Paulo Machado de Carvalho; cả hai đội đều nghỉ các cầu thủ trong trận đấu đầu tiên của mùa giải do sự tập trung vào Copa Libertadores. Anh đã chơi sáu trận trong giải vô địch quốc gia, [2] và là người thay thế không được sử dụng khi câu lạc bộ giành chiến thắng trong trận chung kết Copa Libertadores 2012 trước Boca Juniors.

### Roma
Vào tháng 7 năm 2012, Marquinhos đã được câu lạc bộ Roma của Ý ký hợp đồng từ Corinthians. Việc chuyển nhượng ban đầu là khoản vay một năm với mức phí 1,5 triệu euro, tăng lên 3 triệu euro sau khi anh ấy thực hiện tám lần xuất hiện ở đội một trong ít nhất 45 phút mỗi lần. Tại Roma, anh chơi dưới cái tên "Marcos" được in trên áo để tránh nhầm lẫn với đồng đội Marquinho.
Marquinhos ra mắt vào ngày 16 tháng 9 trong trận thua 2 trận đấu với Bologna tại Stadio Olimpico, được gửi bởi người quản lý Zdeněk Zeman để thay thế Iván Piris trong 15 phút cuối trận đấu. Đến tháng 10, Zeman quyết định hợp tác với Marquinhos vì tốc độ của anh ta cùng với đồng đội cũ của Corinthians và đồng đội người Brasil Leandro Castán ở trung tâm, hạ bệ cựu tuyển thủ Nicolás Burdisso vào băng ghế dự bị. Anh ấy đã nhận một thẻ đỏ thẳng trong chiến thắng 4 trận2 trước Milan vào ngày 22 tháng 12 khi anh ấy bị đánh giá là đã từ chối Stephan El Shaarawy một cơ hội ghi bàn rõ ràng.
Marquinhos đã chơi 26 trận ở Serie A trong mùa duy nhất của anh ấy và bốn ở Coppa Italia. Điều này bao gồm toàn bộ 90 phút của trận chung kết vào ngày 26 tháng 5, chơi ở vị trí hậu vệ phải khi Roma thua 0 trận1 trước đối thủ của Rome rivals Lazio.

### Paris Saint-Germain

#### 2013–15
Marquinhos nói về việc chuyển nhượng của mình.
Vào ngày 19 tháng 7 năm 2013, Marquinhos đã ký một hợp đồng năm năm với phía Pháp Paris Saint-Germain với mức phí 31,4 triệu euro. Theo BBC Sport, đây là mức phí chuyển nhượng cao nhất đối với một thiếu niên, mặc dù Sky Sports báo cáo đây là lần chuyển nhượng cao thứ năm như vậy, và Le 10 Sport của Pháp ghi nhận mức cao thứ ba. Kênh tin tức Pháp BFM TV mô tả vụ chuyển nhượng là đắt thứ năm mọi thời đại cho một hậu vệ, sau những người của Rio Ferdinand, Thiago Silva, Lilian Thuram và Dani Alves. Chuyển nhượng của Marquinhos đã bị đe dọa bởi sự bất thường trong bài kiểm tra sức khỏe của anh, và anh ấy đã bỏ lỡ chuyến thăm trước mùa giải của đội đến Thụy Điển. Mẹ anh nói rằng anh đã bị nhiễm virut, với PSG phủ nhận tuyên bố của Le Parisien rằng anh bị viêm gan.
Trong lần ra mắt chính thức cho câu lạc bộ vào ngày 17 tháng 9, Marquinhos đã ghi bàn thắng chuyên nghiệp đầu tiên của mình để xác nhận chiến thắng 4 trận1 trước Olympiacos tại sân vận động Karaiskakis ở vòng bảng 2013–14 UEFA Champions League. Năm ngày sau, Marquinhos có trận ra mắt Ligue 1 với tư cách là người khởi đầu trong trận hòa 1 trận1 với Monaco. Mục tiêu giải đấu đầu tiên của anh ấy cho câu lạc bộ đến vào ngày 28 tháng 9, lần đầu tiên trong chiến thắng 2 trận0 trước Toulouse.
Vào ngày 2 tháng 10, anh đã ghi bàn thắng thứ hai trong chiến thắng 3 trận Champions League trước Benfica. Marquinhos, người đang chơi vì chấn thương với Thiago Silva, đã bày tỏ sự ngạc nhiên về phong độ ghi bàn của anh ấy khi bắt đầu sự nghiệp PSG. Marquinhos đã ghi bàn thắng cuối cùng trong chiến thắng tổng hợp 6 trận1 của PSG trước Bayer Leverkusen trong 16 trận Champions League cuối cùng vào ngày 12 tháng 3 năm 2014, và là người thay thế không được sử dụng khi họ giành chiến thắng trong trận chung kết Coupe de la Ligue trước Lyon vào ngày 19 tháng 4 Vào ngày 10 tháng 5, anh ấy đã ghi bàn thắng mở tỉ số 3 trận11 trước Lille, qua đó đưa nhà vô địch giải đấu PSG tới một giải đấu kỷ lục với số điểm 86 với một trận đấu còn lại để chơi. 
Marquinhos bắt đầu mùa giải 2014-15 vào ngày 2 tháng 8 tại Trophée des Champions, chơi toàn bộ 90 phút khi PSG giành chiến thắng 2 trận0 trước Guingamp tại Sân vận động Công nhân ở Bắc Kinh. Vào phút thứ 32, anh đã thực hiện một cú đá phạt bằng cách phạm lỗi với Claudio Beauvue, nhưng Salvatore Sirigu đã cản phá cú sút phạt từ Mustapha Yatabaré. Mục tiêu đầu tiên của anh ấy trong mùa giải là chiến thắng 2 trận0 tại Caen vào ngày 24 tháng 9, hướng đến góc của Javier Pastore. 
Vào ngày 26 tháng 3 năm 2015, Marquinhos đã ký hợp đồng gia hạn một năm để giữ anh ta ở lại đội cho đến năm 2019. Chủ tịch câu lạc bộ Nasser Al-Khelaifi nói rằng: "Các câu lạc bộ lớn nhất châu Âu quan tâm đến việc ký hợp đồng với Marquinhos, vì vậy việc gia hạn hợp đồng này càng củng cố cho Paris Saint - Dự án dài hạn đầy tham vọng của Germain." Là hậu vệ cánh phải trong hàng phòng ngự toàn Brasil (cùng với Maxwell, Thiago Silva và David Luiz), Marquinhos góp mặt trong chiến thắng 3 trận2 của PSG tại Marseille ở Le Classique, ghi bàn bộ cân bằng. Sáu ngày sau, anh bắt đầu trong chiến thắng 4 trận0 trước Bastia trong Coupe de la Ligue 2015, trận đấu thứ 34 liên tiếp của anh mà không có một thất bại nào cho câu lạc bộ, vượt qua kỷ lục do George Weah thiết lập. Vào ngày 16 tháng 5, PSG đã giành chức vô địch thứ ba liên tiếp với chiến thắng 2 trận1 tại Montpellier, với Marquinhos chơi 12 phút cuối trận thay cho Yohan Cabaye. Hai tuần sau, anh là một người thay thế không được sử dụng khi đội kết thúc một mùa giải quốc nội hoàn hảo với chiến thắng trong trận chung kết Coupe de France trước Auxerre.

## Thống kê sự nghiệp

### Câu lạc bộ
Tính đến ngày 13 tháng 7 năm 2025
| Câu lạc bộ          | Mùa giải            | Giải đấu            | Giải đấu | Giải đấu | Cúp quốc gia | Cúp quốc gia | Cúp liên đoàn | Cúp liên đoàn | Châu lục | Châu lục | Khác | Khác | Tổng cộng | Tổng cộng |
| Câu lạc bộ          | Mùa giải            | Hạng đấu            | Trận     | Bàn      | Trận         | Bàn          | Trận          | Bàn           | Trận     | Bàn      | Trận | Bàn  | Trận      | Bàn       |
| ------------------- | ------------------- | ------------------- | -------- | -------- | ------------ | ------------ | ------------- | ------------- | -------- | -------- | ---- | ---- | --------- | --------- |
| Corinthians         | 2012                | Série A             | 6        | 0        | —            | —            | —             | —             | 0        | 0        | 8    | 0    | 14        | 0         |
| Roma                | 2012–13             | Serie A             | 26       | 0        | 4            | 0            | —             | —             | —        | —        | —    | —    | 30        | 0         |
| Paris Saint-Germain | 2013–14             | Ligue 1             | 21       | 2        | 1            | 0            | 2             | 0             | 8        | 3        | 0    | 0    | 32        | 5         |
| Paris Saint-Germain | 2014–15             | Ligue 1             | 25       | 2        | 5            | 0            | 4             | 0             | 7        | 0        | 1    | 0    | 42        | 2         |
| Paris Saint-Germain | 2015–16             | Ligue 1             | 29       | 1        | 5            | 1            | 3             | 0             | 6        | 0        | 0    | 0    | 43        | 2         |
| Paris Saint-Germain | 2016–17             | Ligue 1             | 29       | 3        | 5            | 1            | 2             | 0             | 8        | 0        | 0    | 0    | 44        | 4         |
| Paris Saint-Germain | 2017–18             | Ligue 1             | 26       | 0        | 3            | 1            | 3             | 1             | 8        | 0        | 1    | 0    | 41        | 2         |
| Paris Saint-Germain | 2018–19             | Ligue 1             | 30       | 3        | 4            | 0            | 2             | 0             | 7        | 1        | 1    | 0    | 44        | 4         |
| Paris Saint-Germain | 2019–20             | Ligue 1             | 19       | 3        | 2            | 0            | 4             | 1             | 11       | 2        | 1    | 0    | 37        | 6         |
| Paris Saint-Germain | 2020–21             | Ligue 1             | 25       | 3        | 4            | 0            | —             | —             | 10       | 3        | 1    | 0    | 40        | 6         |
| Paris Saint-Germain | 2021–22             | Ligue 1             | 32       | 5        | 0            | 0            | —             | —             | 8        | 0        | 0    | 0    | 40        | 5         |
| Paris Saint-Germain | 2022–23             | Ligue 1             | 33       | 2        | 2            | 0            | —             | —             | 8        | 0        | 1    | 0    | 44        | 2         |
| Paris Saint-Germain | 2023–24             | Ligue 1             | 21       | 0        | 4            | 0            | —             | —             | 10       | 0        | 1    | 0    | 36        | 0         |
| Paris Saint-Germain | 2024–25             | Ligue 1             | 22       | 2        | 3            | 1            | —             | —             | 16       | 0        | 7    | 0    | 48        | 3         |
| Paris Saint-Germain | Tổng cộng           | Tổng cộng           | 312      | 26       | 38           | 4            | 20            | 2             | 107      | 9        | 14   | 0    | 491       | 41        |
| Tổng cộng sự nghiệp | Tổng cộng sự nghiệp | Tổng cộng sự nghiệp | 344      | 26       | 42           | 4            | 20            | 2             | 107      | 9        | 22   | 0    | 535       | 41        |

1. ↑  Bao gồm Coppa Italia, Coupe de France
2. ↑  Bao gồm Coupe de la Ligue
3. ↑  Số lần ra sân tại Campeonato Paulista
4. 1 2 3 4 5 6 7 8 9 10 11 12  Số lần ra sân tại UEFA Champions League
5. 1 2 3 4 5 6 7  Ra sân tại Trophée des Champions
6. ↑  Một lần ra sân tại Trophée des Champions, sáu lần ra sân tại FIFA Club World Cup

### Quốc tế
Tính đến ngày 10 tháng 6 năm 2025.
| Đội tuyển quốc gia | Năm       | Trận | Bàn |
| ------------------ | --------- | ---- | --- |
| Brasil             | 2013      | 1    | 0   |
| Brasil             | 2014      | 3    | 0   |
| Brasil             | 2015      | 5    | 0   |
| Brasil             | 2016      | 8    | 0   |
| Brasil             | 2017      | 7    | 0   |
| Brasil             | 2018      | 8    | 1   |
| Brasil             | 2019      | 15   | 0   |
| Brasil             | 2020      | 4    | 1   |
| Brasil             | 2021      | 13   | 2   |
| Brasil             | 2022      | 12   | 1   |
| Brasil             | 2023      | 8    | 2   |
| Brasil             | 2024      | 11   | 0   |
| Brasil             | 2025      | 4    | 0   |
| Tổng cộng          | Tổng cộng | 99   | 7   |

#### Bàn thắng quốc tế
Bàn thắng và kết quả của Brasil được để trước:
| #  | Ngày                | Địa điểm                                            | Đối thủ     | Bàn thắng | Kết quả | Giải đấu                      |
| -- | ------------------- | --------------------------------------------------- | ----------- | --------- | ------- | ----------------------------- |
| 1. | 11 tháng 9 năm 2018 | FedExField, Landover, Hoa Kỳ                        | El Salvador | 5–0       | 5–0     | Giao hữu                      |
| 2. | 9 tháng 10 năm 2020 | Arena Corinthians, São Paulo, Brasil                | Bolivia     | 1–0       | 5–0     | Vòng loại FIFA World Cup 2022 |
| 3. | 13 tháng 6 năm 2021 | Sân vận động Mané Garrincha, Brasília, Brasil       | Venezuela   | 1–0       | 3–0     | Copa América 2021             |
| 4. | 7 tháng 10 năm 2021 | Sân vận động Olímpico de la UCV, Caracas, Venezuela | Venezuela   | 1–1       | 3–1     | Vòng loại FIFA World Cup 2022 |
| 5. | 23 tháng 9 năm 2022 | Sân vận động Océane, Le Havre, Pháp                 | Ghana       | 1–0       | 3–0     | Giao hữu                      |
| 6. | 20 tháng 6 năm 2023 | Sân vận động José Alvalade, Lisbon, Bồ Đào Nha      | Sénégal     | 2–3       | 2–4     | Giao hữu                      |
| 7. | 12 tháng 9 năm 2023 | Sân vận động quốc gia, Lima, Peru                   | Perú        | 1–0       | 1–0     | Vòng loại FIFA World Cup 2026 |

## Danh hiệu

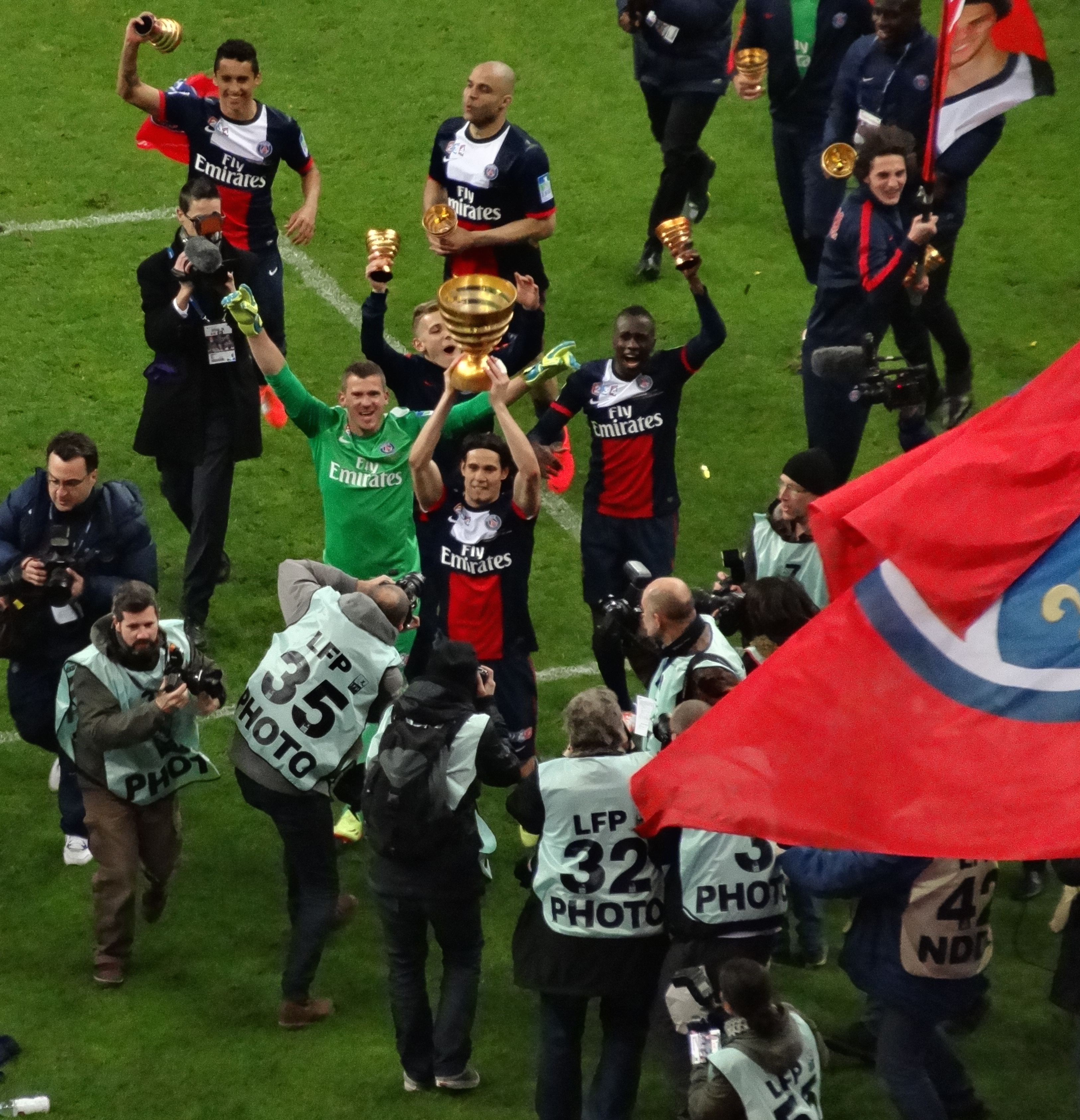
Marquinhos (phía trên bên trái) cùng PSG ăn mùng danh hiệu Coupe de la Ligue 2013–14.

### Câu lạc bộ
Corinthians
- Copa Libertadores: 2012

Paris Saint-Germain
- Ligue 1: 2013–14, 2014–15, 2015–16, 2017–18, 2018–19, 2019–20, 2021–22, 2022–23, 2023–24, 2024–25
- Coupe de France: 2014–15, 2015–16, 2016–17, 2017–18, 2019–20, 2020–21, 2023–24, 2024–25
- Coupe de la Ligue: 2013–14, 2014–15, 2015–16, 2016–17, 2017–18, 2019–20
- Trophée des Champions: 2014, 2015, 2017, 2018, 2019, 2020, 2022, 2023, 2024
- UEFA Champions League: 2024–25
- UEFA Super Cup: 2025

### Quốc tế
U-17 Brazil
- South American Under-17 Football Championship: 2011

U-21 Brazil
- Toulon Tournament: 2014

U-23 Brazil
- Thế vận hội Mùa hè: 2016[28]

Brazil
- Copa América: 2019;[29] á quân: 2021[30]

### Cá nhân
- UNFP Ligue 1 Team of the Year: 2017–18,[31] 2018–19,[32] 2020–21[33]
- UEFA Champions League Squad of the Season: 2019–20,[34] 2020–21[35]
- Copa América Team of the Tournament: 2021[36]